# Île de Bétou
L’île de Bétou est une des plus grandes îles sur la rivière Oubangui, situé au sud et en aval de Bétou, à la frontière entre la république du Congo et la république démocratique du Congo. Elle est longue d’environ 20 km.